# Fulgoraecia melanoleuca
Fulgoraecia melanoleuca is een vlinder uit de familie van de Epipyropidae. De wetenschappelijke naam van de soort is voor het eerst geldig gepubliceerd in 1939 door Fletcher.